# Légion d'Idel-Oural
La Légion Volga-Tatar (German) ou Légion Idel-Oural (Tatar -Урал Легионы) ou l'Ostürkischer Waffenverband der SS désigne une série d'unités au sein de la Wehrmacht pendant la Seconde Guerre mondiale. Il est recruté parmi les Tatars musulmans de la Volga en Union soviétique, mais comprend également d'autres peuples d'Idel-Oural, notamment les Bachkirs, les Tchouvaches, les Maris, les Oudmourtes, les Erzyas et les Mokshas. L'Allemagne promeut la Légion d'Idel-Oural comme preuve que les peuples musulmans et chrétiens d'origine bulgare de la Volga s'opposent à la Russie et au bolchevisme, mais cela permet également d'épargner le sang allemand.

## Historique
La légion est créée en 1942 et compte environ 12 500 hommes, répartis en sept bataillons numérotés de 824 à 831. Le 23 février 1943, près de Vitebsk, en Biélorussie, l'ensemble 825e bataillon (environ 900 soldats) rejoignent les partisans. L'un des membres les plus remarquables de la légion était le poète soviéto-tatare Musa Cälil, qui fut plus tard exécuté par la Gestapo pour sabotage. Tamurbek Dawletschin a toujours nié toute implication avec la légion, mais l'historien Sebastian Cwiklinski a découvert que Dawletschin était l'un des fondateurs du journal de la légion, Idel-Ural.
En 1944, un bataillon de la Wolga Tatarische Legion (Légion des Tatars de la Volga) qui comprend alors trois compagnies est stationné au Puy-en-Velay) en Haute-Loire. Il compte environ 800 hommes, dont 300 sont effectivement Tatars. Ils rejoindront pour une part la Brigade Jesser dans la lutte anti-maquis, et une autre partie désertera alors pour rejoindre la résistance française, qui s'occupera du 8 au 15 juin 1944 de la « liquidation » du réduit du mont Mouchet.

## Forces
- 825e bataillon
- 826e bataillon
- 827e bataillon
- 828e bataillon
- 829e bataillon
- 830e bataillon
- 831e bataillon
- 832e bataillon
- 833e bataillon
- 834e bataillon

## Galerie

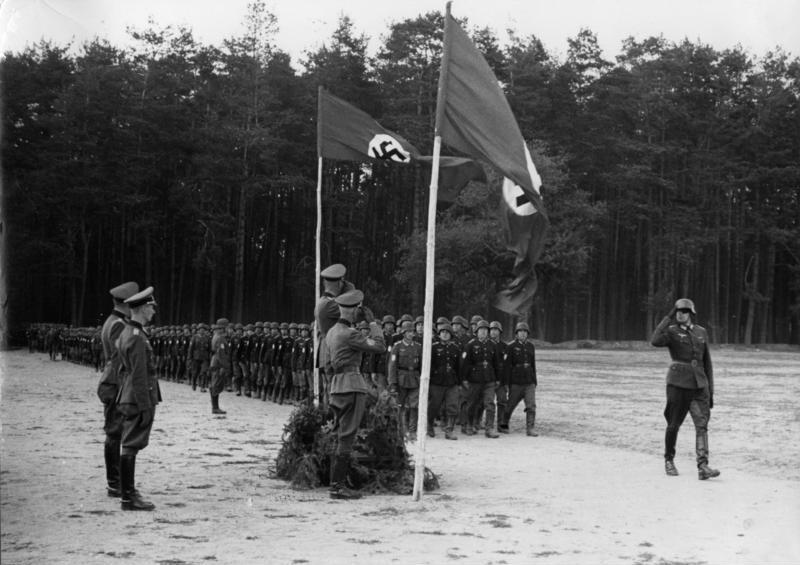
Groupe de soldats tatars marchant devant leurs officiers allemands
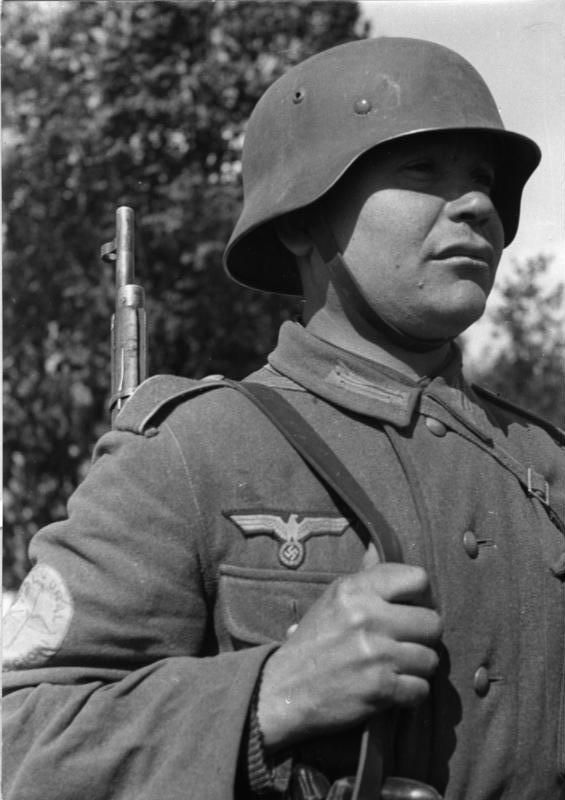
Soldat de la Légion d'Idel-Oural
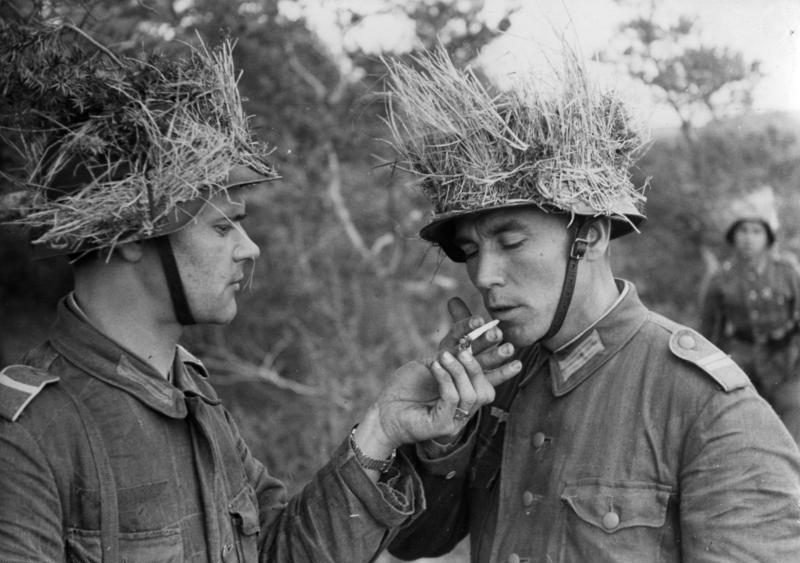
Soldats tatars de la Volga.